# Sacramentari de Drogó
El Sacramentari de Drogó (París, Biblioteca Nacional de França, MS lat. 9428) és un manuscrit il·luminat carolingi en pergamí que conté els textos d'un sacramentari. Realitzat circa del 850, és un dels grans llibres il·lustrats carolingis.

## Context històric
El sacramentari va ser escrit i il·luminat per a l'ús personal del fill de Carlemany, Drogó va esdevenir bisbe de Metz. El bisbat de Metz era important: Carles el Calb va ser coronat en la basílica, i Lluís el Pietós i el seu germanastre il·legítim Drogó el bisbe, estan allà enterrats. Al 843, Metz es va convertir en la capital del regne de Frància Mitjana i es van portar a terme alguns consells d'estat.
La posició de Drogó li va permetre ser un dels grans mecenes de les arts del segle IX. Va embellir la seva catedral, amb obres entre les més importants de l'art carolingi en termes de bellesa i valor. Entre les que van sobreviure fins als nostres dies, es troben els tres manuscrits de l'escola de la Cort, entre els quals el Sacramentari de Drogó és el més madur i reeixit.

## Història del manuscrit
Aquest sacramentari, que conté totes les oracions dites pel sacerdot oficiant durant l'any, va ser dissenyat específicament per a Drogó. El seu nom es troba com l'últim de la llista original de bisbes de Metz continguts en el llibre. Finalment es troben les cerimònies litúrgiques i misses celebrades pel mateix bisbe. Sembla que va quedar sense acabar a la mort del patrocinador, ja que té algunes llacunes i pàgines que van quedar en blanc.
El manuscrit es conservava en el tresor de la Catedral de Metz fins a la Revolució Francesa. Es va dipositar aleshores en la biblioteca de l'escola central de la ciutat. L'ex bibliotecari de la catedral i l'comissionat del Govern ho van recuperar junt amb altres quinze manuscrits perquè fossin enviats a París. Es va rebre en la Biblioteca Nacional el 17 de novembre de 1802.

## Descripció
Les seves dimensions són de 264 mm per 214 mm i un total de 130 fulls. S'il·lumina en abundància. La portada i contraportada d'ivori del sacramentari es va treballar amb la tècnica de baix relleu. Consta de nou compartiments que representen escenes de la vida de Crist i de la litúrgia, que evoca l'art paleocristià.
|  |  |  |

Aquest sacramentari no és el producte d'un scriptorium monàstic, però s'origina en l'escola de la Cort del rei. Conté quaranta caplletres de diferents mides. Un exemple de la seva iconografia és la caplletra O per a les oracions de Diumenge de Rams, que conté una Crucifixió d'un nou tipus iconogràfic, que s'anomenaria el Christus patiens en lloc de Crist triomfant en Creu (Christus Triumphans) com era la tradició. En aquesta imatge, el cos mort i ferit de Crist vessa l'aigua i la sang, que són recollits per una imatge recognoscible de una dona com a Ecclèsia, l'Església en el Sant Calze, que més tard es va convertir en la llegenda el Sant Greal. La serp enrotllada prop de la base de la creu i figures que representen el Sol i la Lluna són testimonis de l'escena. L'estil del manuscrit també es considera que té la influència del patró, amb una inusual uniformitat que mostra una estreta col·laboració entre un petit grup de treballadors artistes.